# Eutichurus
Genre
Eutichurus est un genre d'araignées aranéomorphes de la famille des Cheiracanthiidae.

## Distribution
Les espèces de ce genre se rencontrent en Amérique du Sud, en Amérique centrale et en Inde.

## Liste des espèces
Selon World Spider Catalog (version 25.0, 13/07/2024) :
- Eutichurus abiseo Bonaldo, 1994
- Eutichurus arnoi Bonaldo, 1994
- Eutichurus chingliputensis Majumder & Tikader, 1991
- Eutichurus cumbia Bonaldo & Ramírez, 2018
- Eutichurus cuzco Bonaldo, 1994
- Eutichurus ferox Simon, 1897
- Eutichurus furcifer Kraus, 1955
- Eutichurus ibiuna Bonaldo, 1994
- Eutichurus itamaraju Bonaldo, 1994
- Eutichurus keyserlingi Simon, 1897
- Eutichurus lizeri Mello-Leitão, 1938
- Eutichurus luridus Simon, 1897
- Eutichurus madre Bonaldo, 1994
- Eutichurus manu Bonaldo, 1994
- Eutichurus marquesae Bonaldo, 1994
- Eutichurus murgai Bonaldo & Lise, 2018
- Eutichurus nancyae Bonaldo & Saturnino, 2018
- Eutichurus pallatanga Bonaldo, 1994
- Eutichurus paredesi Bonaldo & Saturnino, 2018
- Eutichurus putus O. Pickard-Cambridge, 1898
- Eutichurus ravidus Simon, 1897
- Eutichurus saylapampa Bonaldo, 1994
- Eutichurus sigillatus Chickering, 1937
- Eutichurus silvae Bonaldo, 1994
- Eutichurus tendetza Peñaherrera-R., Guerrero-Campoverde, Guerrero-Molina & Cisneros-Heredia, 2024
- Eutichurus tequendama Bonaldo & Lise, 2018
- Eutichurus tezpurensis Biswas, 1991
- Eutichurus tropicus (L. Koch, 1866)
- Eutichurus valderramai Bonaldo, 1994
- Eutichurus yalen Bonaldo, 1994
- Eutichurus yungas Bonaldo & Ramírez, 2018
- Eutichurus zarate Bonaldo, 1994

## Systématique et taxinomie
Ce genre a été décrit par Simon en 1897 dans les Clubionidae. Il est placé dans les Miturgidae par Lehtinen en 1967 puis dans les Miturgidae par Ramírez en 2014.

## Publication originale
- Simon, 1897 : Histoire naturelle des araignées. Paris, vol. 2, p. 1-192 (texte intégral).